# Andromeda – Tödlicher Staub aus dem All (1971)
Andromeda – Tödlicher Staub aus dem All ist ein Science-Fiction-Film, der auf dem gleichnamigen Roman Andromeda von Michael Crichton beruht.

## Handlung
In New Mexico stürzt eine Raumsonde des US-Militärs ab. Ein unbekanntes und rasch wirkendes Phänomen tötet alle Einwohner des nächstgelegenen Ortes Piedmont, die einzigen Überlebenden sind ein Alkoholiker und ein Säugling. Auch mit der Bergung der Sonde beauftragte Soldaten finden den Tod, da ihr Blut innerhalb von Sekunden vollständig gerinnt.
Ein Team von Wissenschaftlern soll nun im Regierungsauftrag versuchen, die Bedrohung abzuklären und Gegenmaßnahmen zu entwickeln. Zu diesem Zweck werden vier Spitzenforscher unterschiedlicher Fachbereiche unter höchsten Sicherheitsvorkehrungen nach Nevada in ein von der Außenwelt isoliertes, unterirdisches Labor namens „Steppenbrand“ (im engl. Original „Wildfire“) gebracht, das für mögliche biologische Bedrohungen vom Weltraumprogramm eingerichtet wurde. Das Durchlaufen von fünf Ebenen zunehmender Quarantänestufen und Sicherheitsprozeduren, mit denen die höchstmögliche Keimfreiheit neuer Mitarbeiter gewährleistet werden soll, nimmt annähernd einen Tag in Anspruch, bevor mit der Forschungsarbeit begonnen werden kann.
Währenddessen wird die Entscheidung über eine Seucheneindämmung durch nukleare Verbrennung vom Präsidenten der Vereinigten Staaten um 24 bis 48 Stunden aufgeschoben. Am folgenden Tag stürzt ein Militärflugzeug über New Mexico ab, nachdem sich alle Polycronteile (ein fiktiver Kunststoff mit gummiähnlichen Eigenschaften) an Bord aufgelöst haben. Bei der Untersuchung der Wrackteile wird schon bald ein Zusammenhang mit den Ereignissen in Piedmont vermutet. Die Wissenschaftler im Labor wissen nichts von diesen Ereignissen, denn ein Defekt verhindert ihre akustische Benachrichtigung beim Eintreffen von Nachrichten aus der Außenwelt. Zufällig erfahren sie später davon und fordern vehement den Atombombenabwurf wegen der Ausbreitungsgefahr der Seuche.
In langwierigen Untersuchungen entdecken die Wissenschaftler schließlich die Ursache der Todesfälle und benennen sie „Andromeda“. Es handelt sich um einen einzelligen Organismus mit kristalliner Struktur, der durch Einatmen infektiös wirkt und jegliche Form von Energie verwerten kann. Nach dieser Erkenntnis gelingt es gerade noch, den eben beschlossenen Abwurf der Atombombe über der betroffenen Region abzuwenden und somit die unkontrollierte Ausbreitung von Andromeda zu verhindern. Während der Simulation dieses Szenarios entdecken die Forscher, dass Andromeda nicht zufällig in die Sonde gelangt ist, sondern Ergebnis einer gezielten Suche nach außerirdischen Organismen war, um Waffen zur biologischen Kriegführung zu gewinnen.
Der Arzt des Forscherteams entdeckt die Wirkungsweise von Andromeda und findet heraus, dass es einem Organismus nichts anhaben kann, wenn sich der pH-Wert seines Blutes zu weit im sauren oder zu weit im basischen Bereich befindet – was auch das Überleben des alten, alkoholkranken Mannes und des meist schreienden Säuglings erklärt. Zeitgleich stellt sich heraus, dass Andromeda in der Zwischenzeit mutiert ist und allmählich die Dichtungen des Labors, welche aus Polycron bestehen, zersetzt, wie zuvor beim Flugzeugabsturz. Zwar macht die Mutation Andromeda harmlos für Menschen, allerdings wird die Kontamination der Anlage vom Zentralcomputer registriert, der daraufhin die Selbstzerstörungssequenz durch einen im Fundament der Laboranlage befindlichen Nuklearsprengsatz einleitet. Durch die Strahlung und die freigesetzte Energie würde Andromeda mutieren und unendlich wachsen. Zehn Sekunden vor dem Ende der Selbstzerstörungssequenz gelingt dem Arzt des Teams die Notabschaltung. Die noch in der Atmosphäre befindlichen Andromeda-Organismen treiben von New Mexico auf den Pazifik und werden durch künstlich erzeugten Regen in den Ozean gewaschen, wo sie durch das basische Meerwasser neutralisiert werden.

## Kontroverse
Aus heutiger Sicht umstritten und nachgerade schockierend ist die berühmte Affentötungsszene. Dabei wird ein Laboraffe dem vermeintlichen Virus ausgesetzt und alle Details eines Todeskampfes gezeigt. Tatsächlich wurde die skurrile Szene in einem luftdichten Set gedreht und dieses mit Kohlendioxid geflutet. Als sich die Käfigtüre öffnete, hatte das Tier keine Luft und der Affe brach zusammen. Gleichzeitig stand ein Universitätsveterinär zur Verfügung, der das Tier sofort wiederbelebte. Heute wegen Tierquälerei undenkbar, werden derartige Szenen mit CGI umgesetzt.

## Hintergrund
- Der Film übernimmt im Original den Titel der Romanvorlage The Andromeda Strain (Der Andromeda-Stamm; das Wort strain steht doppeldeutig für Bakterienstamm und Belastung) und erklärt damit etwas mehr vom Plot, bevor die Handlung an diesen Punkt gelangt. Der deutsche Filmtitel erhält die Spannung für den Zuschauer bis zur entsprechenden Szene im Labor.
- Die Spezialeffekte stammen von Douglas Trumbull, der durch seine Mitarbeit bei 2001: Odyssee im Weltraum und später Unheimliche Begegnung der dritten Art und Blade Runner bekannt wurde. Allein die Darstellung des Organismus kostete 250.000 USD.
- In der Krankenhausszene, in der Dr. Mark Hall zum Unternehmen „Steppenbrand“ berufen wird, hat Michael Crichton einen Cameo-Auftritt als Chirurg.
- In der deutschen Synchronisation erklärt der alte Mann Jackson, er behandle sein Magengeschwür mit Aspirin und „Rachenputzer“, Dr. Hall bezeichnet ihn daraufhin als „Schnapstrinker“; in der Originalfassung spricht Jackson dagegen von squeeze, einem gefährlichen Ethanol-Methanol-Gemisch, das zur Zeit der Prohibition von Landstreichern aus Trockenspiritus gewonnen wurde.
- Durch die kurze Zeit zuvor erfolgte Mondlandung lösten der Roman wie der Film eine erhöhte Aufmerksamkeit und Sensibilität gegenüber dem Thema aus.
- Der nicht näher spezifizierte Hochleistungscomputer, mit dem im Film Berechnungen und Simulationen durchgeführt werden, zeigt als Ergebnis bei der Ermittlung der Wachstumsrate des Organismus Error 601 an, um damit eine Überlastung anzuzeigen. Tatsächlich zeigte der Rendezvous-Computer des Mondlandemoduls während der ersten Mondlandung wegen einer Überlastung die Fehlermeldung 1202 (also genau den doppelten Wert) an.[2]
- Der Film hatte in den USA am 12. März 1971 seine Premiere und kam am 5. Januar 1972 erstmals in die westdeutschen Kinos.

## Synchronisation
Die deutsche Fassung entstand bei der Berliner Synchron unter der Leitung von Ottokar Runze.
| Rolle              | Darsteller      | Synchronstimme         |
| ------------------ | --------------- | ---------------------- |
| Dr. Jeremy Stone   | Arthur Hill     | Lothar Blumhagen       |
| Dr. Charles Dutton | David Wayne     | Ernst Wilhelm Borchert |
| Dr. Mark Hall      | James Olson     | Christian Rode         |
| Dr. Ruth Leavitt   | Kate Reid       | Anneliese Römer        |
| Karen Anson        | Paula Kelly     | Ursula Herwig          |
| Major Manchek      | Ramon Bieri     | Heinz Giese            |
| Dr. Robertson      | Kermit Murdock  | Franz Nicklisch        |
| Grimes             | Richard O’Brien | Martin Hirthe          |
| General Sparks     | Peter Hobbs     | Konrad Wagner          |
| Luftwaffenmajor    | Richard Bull    | Dietrich Frauboes      |
| Cpt. Morton        | John Carter     | Heinz Petruo           |

## Auszeichnungen
- 1972 Oscar-Nominierungen für den besten Schnitt und die beste Art Direction

## Kritiken
„Mit imponierendem technischen Aufwand perfekt inszenierter, spannender Science-Fiction-Thriller.“

„Ein etwas langatmiger Labor-Thriller […]. Nach einem Bestseller von Michael Crichton, als erster Bio-Katastrophenfilm von vielen schlechteren Nachfolgern inszeniert.“

„Robert Wises The Andromeda Strain ist der ›reinste‹ Science-Fiction-Thriller, der seit Jahren auf die Leinwand kam. Diese Reinheit basiert darauf, daß er näher bei der Wirklichkeit als bei der Phantasie ist, dazu kommen die thematische Dichte ohne Sex- und Kitsch-Beiwerke, wie sie beispielsweise Marooned zur Soap Opera reduzierten und The Forbin Project zu einer B-Film-Schwindelei, seine hochklassige Produktion und schließlich seine schreckliche Aktualität in bezug auf bakteriologische Kriegführung oder die militärischen Ziele bei der Eroberung des Weltraums. Klinische Mikrobiologie, Seuchenlehre, Pathologie und elektrolytische Chemie zeigt der Film im Licht von atemberaubendem Suspense und behält doch seine quasi-dokumentarische Form bei.“

Die Filmbewertungsstelle Wiesbaden verlieh der Produktion das Prädikat besonders wertvoll.

## Neuverfilmung
Für Anfang 2008 hatte der Science-Fiction Channel angekündigt, eine selbst produzierte Neuverfilmung von Crichtons Buch auszustrahlen. Benjamin Bratt spielte die Hauptrolle. Die Regie übernahm Mikael Salomon.
Im Gegensatz zu der Ankündigung erlebte die zweiteilige Miniserie ihre Erstausstrahlung in den USA am 26. und 27. Mai 2008 auf dem Kabelsender A&E. Zuvor wurde die Serie bereits in Australien und Großbritannien ausgestrahlt.
Die Neuverfilmung wurde in Deutschland am 20. Oktober 2010 auf RTL II gesendet und am 22. Februar 2012 wiederholt.